# Paixão Côrtes
João Carlos D'Ávila Paixão Côrtes (Santana do Livramento, 12 de julho de 1927 — Porto Alegre, 27 de agosto de 2018) foi um folclorista, compositor, cantor, radialista e pesquisador rio-grandense. É também um dos fundadores do MTG, o Movimento Tradicionalista Gaúcho.

## Biografia
João Carlos D'Ávila Paixão Côrtes nasceu em Santana do Livramento, na Fronteira Oeste Gaúcha, em 12 de julho de 1927. Era agrônomo, mas ficou conhecido por ser folclorista, compositor, radialista e pesquisador. Logo cedo, a partir dos 20 anos, aventurou-se Rio Grande afora para registrar a história, os hábitos e os costumes do homem que habitara os campos sulinos. Era também membro da ARLS "A Virtude n° 307". Contribuiu para que a cultura gaúcha fosse amplamente conhecida. As danças, vestimentas e culinária eram coisas que estavam sendo esquecidas, mas Paixão Côrtes lhes trouxe novamente à vida. Em 1948 ele fundou o primeiro CTG (Centro de Tradições Gaúchas) o 35 CTG. Com o passar dos anos foram fundados vários CTGs no Rio Grande do Sul, e atualmente em outros estados brasileiros da região sul, tem um CTG. 

### O folclorista
Ex-aluno do Colégio União quando seu pai era diretor da Estação Experimental de Uruguaiana, foi ele que carinhosamente deu o apelido para o Colégio União de Baio Velho. Também estudou no Instituto Porto Alegre e no Colégio Estadual Júlio de Castilhos. Paixão Côrtes é um personagem decisivo da cultura gaúcha e do movimento tradicionalista no Rio Grande do Sul, do qual foi um dos formuladores, juntamente com Luiz Carlos Barbosa Lessa e Glauco Saraiva. Juntos, partiram para a pesquisa de campo, viajando pelo interior, para recuperar traços da cultura do Rio Grande.
Em 1948, organizou e fundou o 35 CTG e, em 1953, fundou o pioneiro Conjunto Folclórico Tropeiros da Tradição.
Em 1956, Inezita Barroso gravou as músicas tradicionais gaúchas Chimarrita-balão, Balaio, Maçanico e Quero-Mana, Tirana do Lenço, Rilo, Xote Sete Voltas, Xote Inglês, Xote Carreirinha, Havaneira Marcada, recolhidas por Paixão Cortes e Barbosa Lessa.
Em 1958, Paixão Côrtes apresentou-se no Olympia de Paris, no palco da Universidade de Sorbonne, no Hotel de Ville, no Teatro Alhambra, além de clubes noturnos e cabarés. No mesmo ano foi convidado por Maurício Sirotsky para apresentar o programa Festança na querência na Rádio Gaúcha, que ficou no ar até 1967.
Em 1961, Paixão gravou e lançou seu primeiro disco (LP) O famoso "O Folclore do Pampa.
Em 1962, Inezita Barroso gravou as composições Tatu e Pezinho, recolhidas por Paixão Côrtes e Barbosa Lessa. No mesmo ano, recebeu o prêmio de Melhor Realização Folclórica Nacional. Em 1964, apresentou-se na Alemanha, na Feira Mundial de Transportes e Comunicação, na cidade de Munique. Recebeu ainda, no mesmo ano, o prêmio de Melhor Cantor Masculino de Folclore do Brasil.
Em 1982, Paixão gravou e lançou seu último disco (LP) o famoso "Cantares e Sapateios Gaúchos". Em 1986, apresentou-se durante um mês na Inglaterra, divulgando traduções de seus livros para o inglês.
Em 1992, a estátua do Laçador, do escultor Antônio Caringi, para a qual Paixão Cortes posou em 1954, foi escolhida como símbolo da cidade de Porto Alegre.

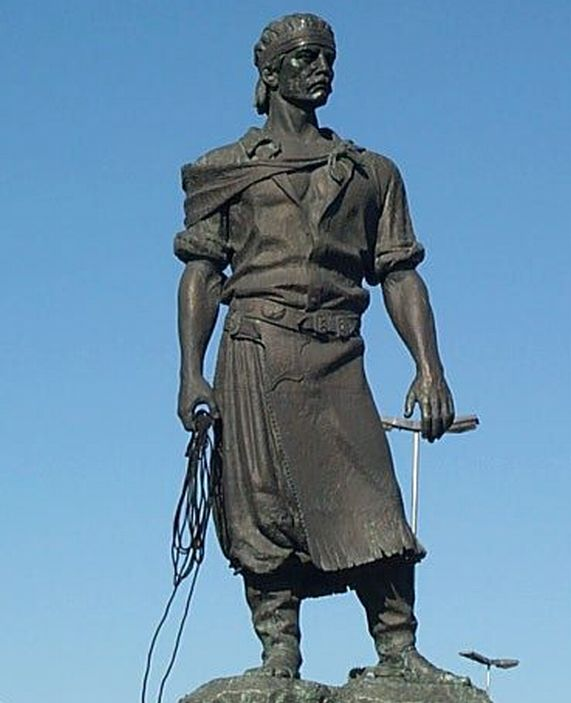
Estátua do Laçador, para a qual Paixão Cortes serviu de modelo em 1954

Em 2001 proferiu palestra sobre a música gaúcha no VII Encontro Nacional de Pesquisadores da MPB, realizado no Teatro da Universidade do Estado do Rio de Janeiro (UERJ). Em 2003 lançou seu novo manual, com mais danças, derivadas do primeiro. Por exemplo, Valsa da mão trocada, Mazurca Marcada, Mazurca Galopeada, Sarna, Grachaim.
Em 2010 é escolhido patrono da 56ª Feira do Livro de Porto Alegre. Recebeu também a Ordem do Mérito Cultural.
Paixão Côrtes esteve oito vezes na Europa, atuando em grandes espetáculos, ele também concedeu entrevistas para a BBC de Londres sobre o panorama da música brasileira e gaúcha.

### O agrônomo
Paixão Côrtes foi responsável pela abertura de mercado da ovinocultura no Rio Grande do Sul. Foi ele quem trouxe da Europa novos métodos e tecnologias de tosquia, desossa e gastronomia, além de incentivar o consumo de carne ovina.
Começou a trabalhar na Secretaria da Agricultura aos 17 anos como classificador de lã. Em 40 anos de serviço, passou pelas Estações Experimentais de Pelotas, Santana do Livramento e nos Campos de Cima da Serra e em Porto Alegre, também como professor dos cursos de classificação de lã, ovinotecnista e, por fim, chefe do Serviço de Ovinotecnia.
Formado em 1959 em Agronomia, na UFRGS, Paixão Côrtes desenvolveu na Secretaria da Agricultura o trabalho de extensão no interior do Estado. Segundo ele, o fato de ser folclorista e "falar a mesma língua do homem do campo" facilitou a comunicação e a implantação de novas tecnologias.

### O apresentador e/ou produtor de programas radiofônicos
- 1953 - Festa no Galpão
- 1955 - Grande Rodeio Coringa
- 1958 - Festança na Querência

### O compositor
- Xote carreirinho
- Hino ao Rio Grande
- Xote Laranjeira
- João de Barro
- Gaúchinha Bem Querer
- Boi Barroso
- Cantiga de Natal
- Chimarrita
- Tropeada
- Minha Querência
- Prenda Minha

### O ator
- 1958 - Paixão de um Gaúcho
- 1971 - Um Certo Capitão Rodrigo, de Anselmo Duarte, baseado na obra do escritor gaúcho Érico Veríssimo, no papel de Pedro Terra.

### A paixão pelo Sport Club Internacional
- Paixão Côrtes tem sua história de vida intimamente ligada ao Clube, pois seu pai Júlio Vieira Paixão Cortes foi jogador do Sport Club Internacional de 1914 até 1916.[5] Posteriormente seus tios foram jogadores do Clube de futebol em destaque o primeiro goleador do Internacional Belarmino Carlos Leal D'Ávila.

Em 2009 foi nomeado cônsul cultural do Internacional.

### Morte
O folclorista de 91 anos estava internado na U.T.I. do Hospital Ernesto Dornelles, recuperando-se de uma cirurgia em decorrência de uma fratura do fêmur de uma das pernas.
O hospital informou que Paixão Côrtes entrou em óbito por volta das 16h 05m do dia 27 de agosto de 2018, mas não informou a causa da morte. O governador José Ivo Sartori declarou luto oficial de três dias no Rio Grande do Sul e também ofereceu à família as dependências oficiais como forma de demonstrar a importância do maior tradicionalista gaúcho e a admiração do povo da região por ele.

## Prêmios e indicações

### Prêmio Açorianos
| Ano  | Categoria                                     | Indicação     | Resultado |
| ---- | --------------------------------------------- | ------------- | --------- |
| 1962 | Melhor Realização Folclórica Nacional         | Paixão Côrtes | Venceu    |
| 1964 | Melhor Cantor Masculino de Folclore do Brasil | Paixão Côrtes | Venceu    |
| 1997 | Destaque Especial                             | Paixão Côrtes | Venceu    |

## Discografia

### Álbuns de Estúdio
- s/d - Xote carreirinho / caramujo
- 1962 - O Folclore do Pampa
- 1964 - Tradição e Folclore do Sul
- 1970 - Paixão Côrtes (Sobre o Folclore Gaúcho)
- 1977 - Do Folk aos Novos Rumos
- 1978 - Paixão Côrtes Especial
- 1980 - Hino ao Rio Grande
- 1982 - Cantando e Bailando
- 1982 - Cantares e Sapateios Gaúchos

### Álbuns Especiais
- 2010 - Folclore Puro do Sul